# Zoh Amba

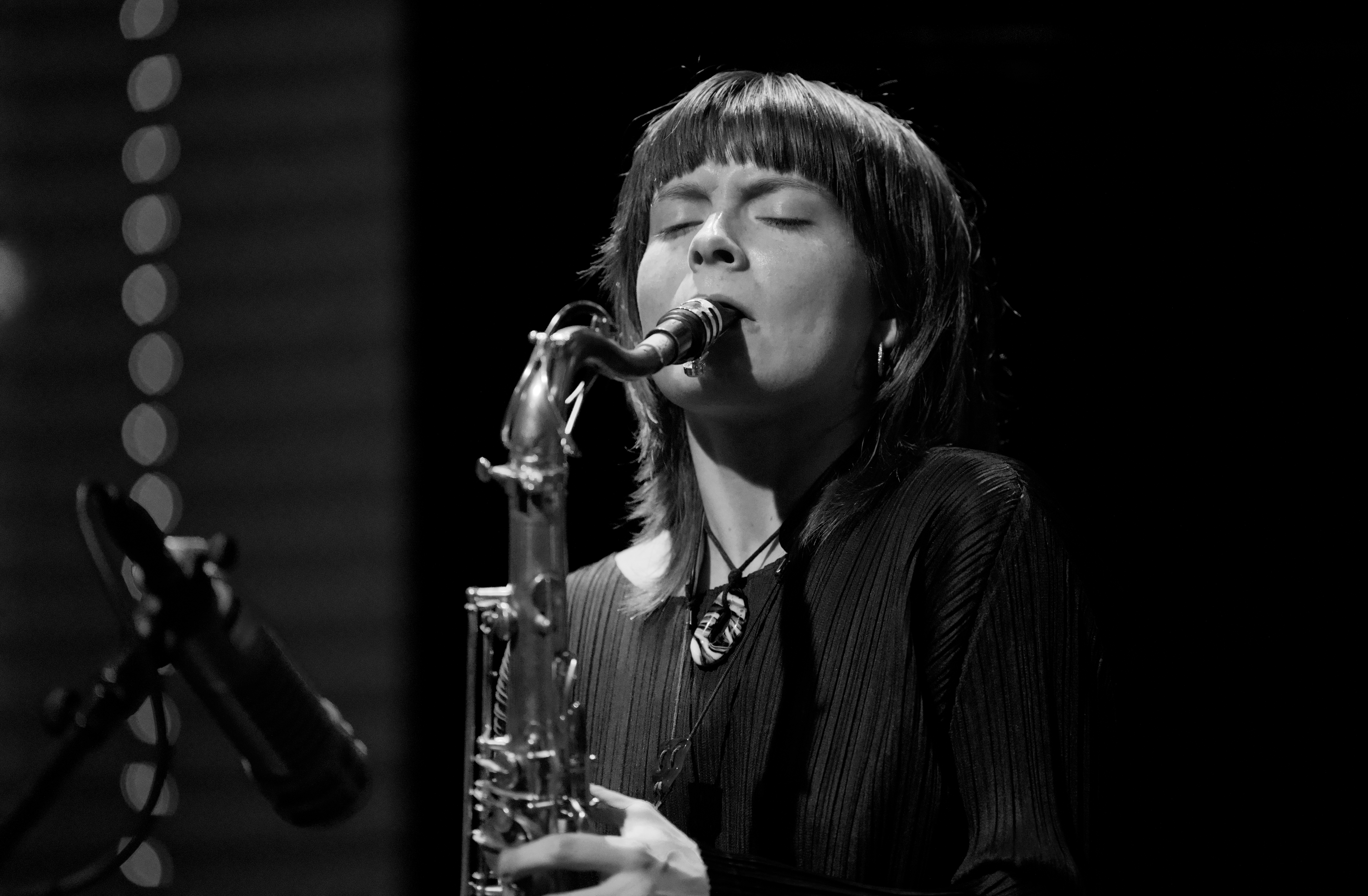
Zoh Amba (2024)

Zoh Amba (* 27. April 2000) ist eine amerikanische Jazzmusikerin (Tenorsaxophon, auch Flöte, Komposition).

## Leben und Wirken
Amba, die aus Kingsport (Tennessee) stammt, übte als Jugendliche angeblich Saxophon im Wald. Seit 2018 studierte sie am San Francisco Conservatory of Music; sie nahm auch Privatunterricht bei Hafez Modirzadeh. Sie setzte ihre Ausbildung am New England Conservatory in Boston fort, wo David Murray ihr Mentor war.
Ambas Debütalbum O, Sun wurde von John Zorn produziert und 2022 auf dessen Label Tzadik veröffentlicht. Kurz darauf erschien bei 577 Records ihr Album O Life, O Light Vol. 1, auf dem sie mit William Parker und Francisco Mela zusammenarbeitet; die JazzTimes lobte das Album und stellte Ambas Nähe zum spirituellen und spielerischen Ansatz von Albert Ayler fest. Gemeinsam mit Francisco Mela entstand im selben Jahr das Duo-Album Causa y Efecto (Vol. 1). Ihr Album Bhakti mit Micah Thomas und Tyshawn Sorey sowie Matt Hollenburg ist im September 2022 erschienen. Sie ist ferner auf Chad Andersons Album Mellifluous Excursions Vol. 1, Where You Been zu hören und hat mit Henry Fraser und Marc Edwards, Tashi Dorji und Thom Nguyen gespielt.

## Diskographische Hinweise
- O, Sun (Tzadik 2022, mit John Zorn, Micah Thomas, Thomas Morgan, Joey Baron)
- Chad Fowler, Ivo Perelman, Zoh Amba, Matthew Shipp, William Parker, Steve Hirsh: Alien Skin (Mahakala Music, 2022)
- Zoh Amba featuring William Parker and Francisco Mela: O Life, O Light Vol. 2 (577 Records, 2023)
- Beings: There Is a Garden (No Quarter 2024, mit Steve Gunn, Shahzad Ismaily, Jim White)
- Marek Pospieszalski Octet & Zoh Amba: Now! (2024)
- Sun (Smalltown Supersound 2025, mit Lex Korten, Caroline Morton, Miguel Marcel Russel)